# Marcelová
Marcelová (maďarsky Marcelháza) je obec na Slovensku v okrese Komárno v Nitranském kraji, patnáct kilometrů jihovýchodně od Komárna. Skládá se z katastrálních území Marcelová (18,15 km²) a Krátke Kosihy (též Krátke Kesy, 17,6 km²). Nachází se zde římskokatolický kostel svatého Jana Křtitele z roku 1901.

## Historie

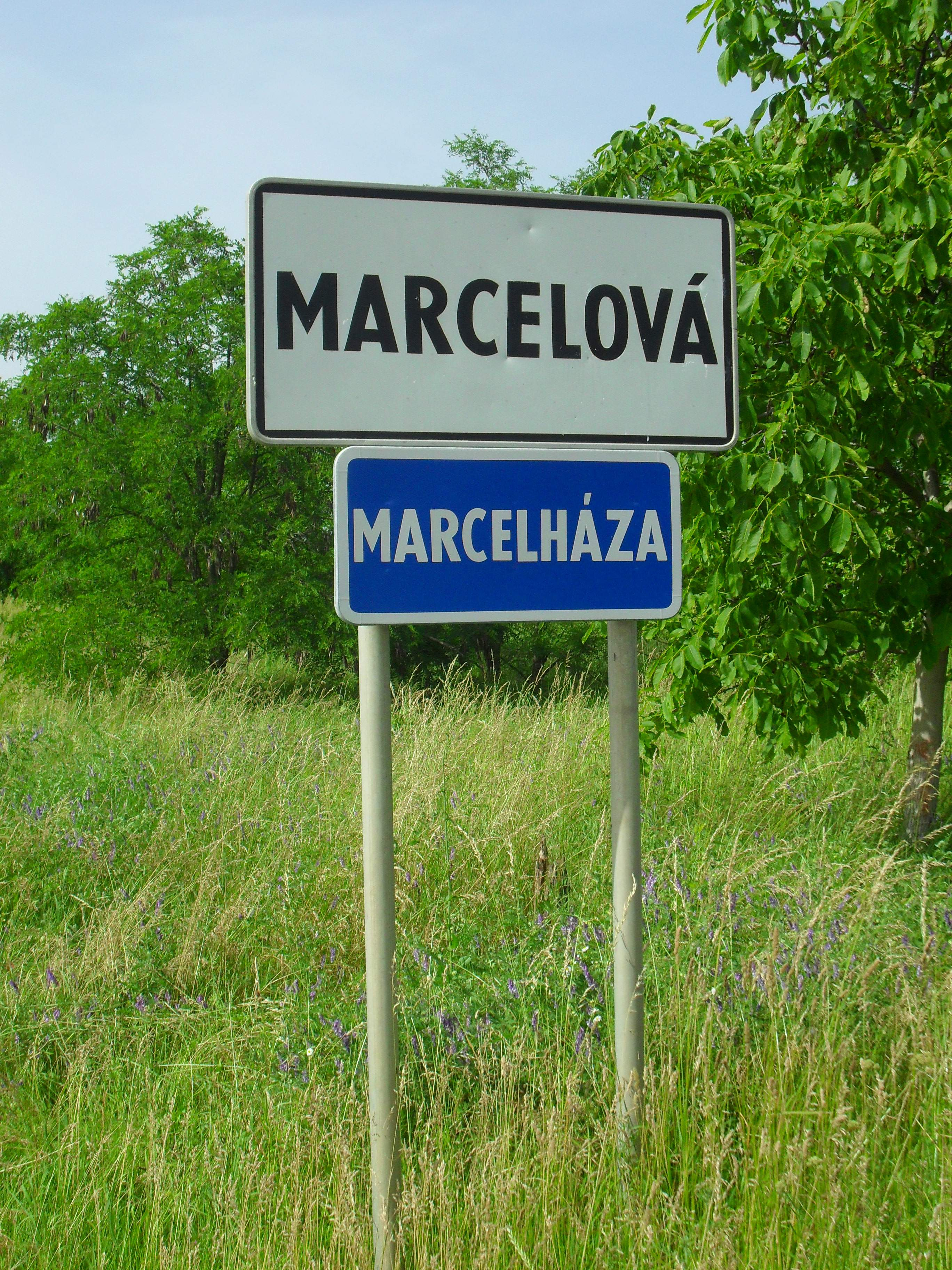
Dvojjazyčná tabule na začátku obce

První písemná zmínka o Marcelové je z roku 1353, kdy byla vesnice uvedena jako Nagkezeu. Část dnešní Marcelové, zvaná Kutrakeszi, byla zmíněna  v roce 1256. Obec Marcelová vznikla v roce 1942 spojením obcí Marcelová  (historicky slov. Marcelove Kesy) a Krátke Kosihy (historicky slov. Marcelove Kosihy).

## Přírodní poměry
V katastrálním území Marcelová leží přírodní rezervace Pohrebište a Pod Starým vrchom. V katastrálním území Krátke Kesy se nachází přírodní rezervace Kratina, chráněný areál Marcelovský park a zasahuje do něj část chráněného areálu Marcelovské piesky.

## Pamětihodnosti
- Kalvínský kostel z roku 1803
- Sousoší svaté Anny a Panny Marie
- Socha Panny Marie Bolestné